# Disco di rottura

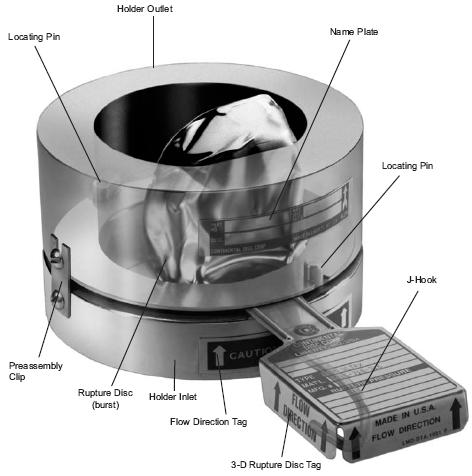
Rappresentazione di un disco di rottura esploso

Il disco di rottura è un dispositivo di sicurezza montato su recipienti in pressione che ha lo scopo di evitare che essi esplodano o si danneggino a causa di un aumento della differenza di pressione tra l'interno e l'esterno del recipiente in un tempo relativamente breve.
Tale differenza di pressione può essere ad esempio causata da una reazione esotermica incontrollata.

## Funzionamento

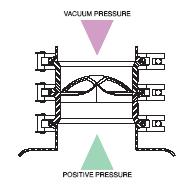
Schema di funzionamento di un disco di rottura

Il disco di rottura è costituito da una sottile membrana metallica che cede (esplode) in corrispondenza di un valore di differenza di pressione prossimo alla differenza di pressione ammissibile per il recipiente. In questa maniera diminuisce la differenza di pressione tra l'esterno e l'interno del recipiente, che viene quindi preservato.
L'esplosione del disco di rottura è una misura drastica (si ha infatti il rilascio delle sostanze contenute nel recipiente verso l'esterno) che viene presa in considerazione per evitare conseguenze peggiori; infatti un'esplosione del recipiente è molto più violenta dell'esplosione del disco di rottura e il rilascio delle sostanze avviene a velocità maggiori.
Il disco di rottura viene posizionato tra due flange connesse al recipiente.

## Tipologie costruttive
Il disco di rottura può essere:
- piano
- concavo
- rovesciato (reverse buckling).

## Dimensionamento
Nel caso di flusso sonico, si può sfruttare per il dimensionamento del disco di rottura la seguente relazione:
{\displaystyle \left({\frac {p_{r}}{p_{a}}}\right)_{c}=\left({\frac {k+1}{2}}\right)^{\frac {k}{k-1}}}
essendo:
- pr: pressione di rottura del disco
- pa: pressione esterna
- k: esponente dell'isoentropica.

L'area del disco può essere calcolata dalla seguente relazione (a meno di un coefficiente di sicurezza):
{\displaystyle A=\left({\frac {q}{224{,}838\cdot C\cdot p_{1}}}\right){\sqrt {\frac {ZT}{M}}}}
in cui:
- A è l'area della sezione trasversale del disco di rottura;
- q rappresenta la portata ponderale massima da scaricare (espressa in kg/h);
- p1 è la pressione massima all'interno del recipiente durante lo scarico;
- Z è il fattore di comprimibilità del fluido contenuto nel recipiente alla pressione p1 (pari a 1 nel caso di comportamento di gas ideale);
- M è il peso molecolare del fluido contenuto nel recipiente;
- C è il coefficiente di efflusso o espansione, pari a circa 0,607.

## Applicazioni
Il disco di rottura può essere abbinato sia a recipienti in pressione che sottovuoto; infatti in entrambi i casi si ha una differenza di pressione tra l'interno e l'esterno del recipiente.
Viene utilizzato spesso nelle valvole di sicurezza: in questa maniera la valvola non viene a contatto con il fluido contenuto nel recipiente finché non entra in funzione, e in questa maniera viene preservata dalla corrosione. Oltre ad essere accoppiato alla valvola di sicurezza, un disco di rottura può essere inoltre utilizzato come secondo dispositivo di sicurezza: nel caso in cui si abbia un malfunzionamento della valvola di sicurezza (o se l'entità della sovrapressione è tale che la valvola di sicurezza non riesce a ristabilire le condizioni di normale funzionamento dell'impianto), interviene il disco di rottura.